# 西伯利亞地區主義

西伯利亞地區主義的旗幟

西伯利亞地區主義（羅馬化：Sibirskoye oblastnichestvo）是一種政治思潮，旨在西伯利亞建立自治政體。這一運動出現在19世紀中期，並在俄羅斯內戰期間達到巔峰。